# Johann Coronini-Cronberg
Johann Baptist Coronini-Cronberg (en alemán: Johann Baptist Alexius Graf Coronini von Cronberg, 19 de noviembre de 1794 – 26 de julio de 1880) fue un militar austriaco nacido en Goricia. Coronini-Cronberg fue gobernador de la Voivodía de Serbia y el Banato de Temeschwar de 1851 y 1859. Fue ban de Croacia desde el 28 de julio de 1859 al 19 de junio de 1860.
Coronini-Cronberg se unió al Cuerpo de Pioneros de Austria como cadete en 1813 , sirvió en el Freikorps italiano bajo el mando del coronel Schneider en 1814 , entró en el servicio de Modenese en 1824 , y luego nuevamente en el servicio de Austria. Fue capitán en Italia durante varios años , hasta que en 1836 fue asignado al archiduque Franz Karl como chambelán y nombrado tutor de su hijo mayor, el futuro emperador Franz Joseph . El otro hijo, el Archiduque Karl Ludwig , enseñó al Conde Karl von Morzin, [2] En 1837 fue Mayor y en 1843 Coronel . [3]
- Datos: Q112400
- Multimedia: Johann Baptist Coronini-Cronberg / Q112400